# 지리산 공비 토벌전
지리산 공비 토벌전(智異山共匪討伐戰)은 1950년 10월 4일부터 1953년 5월 1일까지 한국 전쟁 기간에 만 31개월에 걸쳐 전쟁 중 후방 교란을 차단하기 위해 이루어진 조선인민유격대 공격 작전이다.

## 배경
1950년 9월 한국전쟁이 한창이던 때에, 인천상륙작전으로 국군과 유엔군의 총반격의 서막이 오르자 미처 후퇴하지 못한 북한군의 낙오부대와 낙오병들이 발생했고, 대부분은 국군과 유엔군의 포로가 되었다. 하지만, 일부 북한군은 남한 지역의 산악지대로 잠적했으며, 산악지대에서 현지 부역자들과 합세해 비정규전 조직을 구성하여 후방에서 국군을 교란했다. 이렇게 국군을 교란한 인민군 낙오병들은 1950년 10월 경 기준으로 모두 2만 5000여 명 정도였으며, 이 중 지리산을 거점으로 활동하던 부대는 남부군단이었다. 남부군단은 지리산 부근이 북한군의 점령 지역이었을 당시에는 병력 보충부대의 역할을 맡았으나, 유엔군과 국군이 반격된 시점에는 부대를 재편성한 후, 조선인민유격대 남부군단으로 부대 명을 개칭했다.

## 전개
이후 지리산 부근에서 유격 활동을 활발하게 진행하였고, 국군은 이들을 소탕할 토벌 작전을 구상한다. 국군은 1950년 10월 4일부터 1953년 5월 1일까지 만 31개월에 걸친 작전을 전개했는데, 지리산 쪽에서 제 11사단, 백야전사령부 산하 수도사단, 제 8사단, 제 1사단 등이 세 차례에 걸쳐 작전을 수행했다. 이 때 남부군단의 저항도 만만치 않았다. 험준한 산악지형에 익숙한 유격대는 경찰지서 등과 관공서 등을 습격하기도 했고, 주로 낮에는 산에 숨어 있다가 밤에는 민가에 내려와 키우던 짐승들을 끌고 갔다. 이러한 이유 때문에 지리산 주변 민가에 사는 사람들은 낮에는 국군의 눈치를 보아야 했고, 밤에는 자신들의 생명을 지키기 위해 유격대에 협력하는 일이 많았다.

## 결과
국회전자도서관에서 열람할 수 있는 전사편찬위원회의 《대비정규전사》(1988)’는 지리산 토벌 작전이 1, 2, 3차 즉, 4차 작전을 제외하고도 사살 7737명과 생포 7993명, 귀순 506명이라고 기록했다. 하지만 백선엽 장군은 이후 회고에서 사살 5009명과 생포 3968명, 귀순 45명이라 했다. 이렇듯 공식 통계는 최소치일 뿐 실제 기록을 상이할 것이다. 하지만, 피란민들이 기총소사, 폭격 등에 노출되었다는 점, 민간인들의 피해도 컸다는 점이 본 작전의 한계라고 할 수 있다.